# Храстње
Храстње (слч. Chrastné) насељено је мјесто са административним статусом сеоске општине (слч. obec) у округу Кошице-околина, у Кошичком крају, Словачка Република.

## Становништво
| Година:    | 1994. | 2004.    | 2014.    | 2024.    |
| ---------- | ----- | -------- | -------- | -------- |
| Број људи: | 321   | 376      | 483      | 726      |
| Разлика:   |       | +17,13 % | +28,45 % | +50,31 % |

| Година:    | 2023. | 2024.   |
| ---------- | ----- | ------- |
| Број људи: | 701   | 726     |
| Разлика:   |       | +3,56 % |

Према подацима о броју становника из 2011. године насеље је имало 451 становника.